# 변기훈
변기훈(1989년 1월 26일 ~ )는 대한민국의 농구 선수이며 포지션은 가드이다. 군 입대 전 소속팀은 서울 SK 나이츠였다.